# هاروتیون دلالیان
هاروتیون دلالیان (ارمنی: Յարութիւն Դելլալեանին؛ انگلیسی: Harutiun Dellalian؛ ۸ اوت ۱۹۳۷ – ۲۳ آوریل ۱۹۹۰) آهنگساز ارمنی‌تبار اهل یونان بود.
وی با نخستین حضور برنده جایزه سوپرستار و جایزه طلایی هیئت مدیره سینما و تلویزیون کالیفرنیا در سال ۱۹۸۷ شد. وی در سال ۱۹۷۲ برای کنسرواتوار دولتی کومیتاس ایروان پذیرفته شد. در سال ۱۹۷۹ به عضویت اتحادیه آهنگسازان ارمنستان برگزیده شد.
وی پدیدآورنده ۲۵ کتاب می‌باشد.